# 2024년 대한민국

대한민국의 국기

2024년 대한민국에서 일어난 사건들에 대해 나열한 것이다.

## 재직자

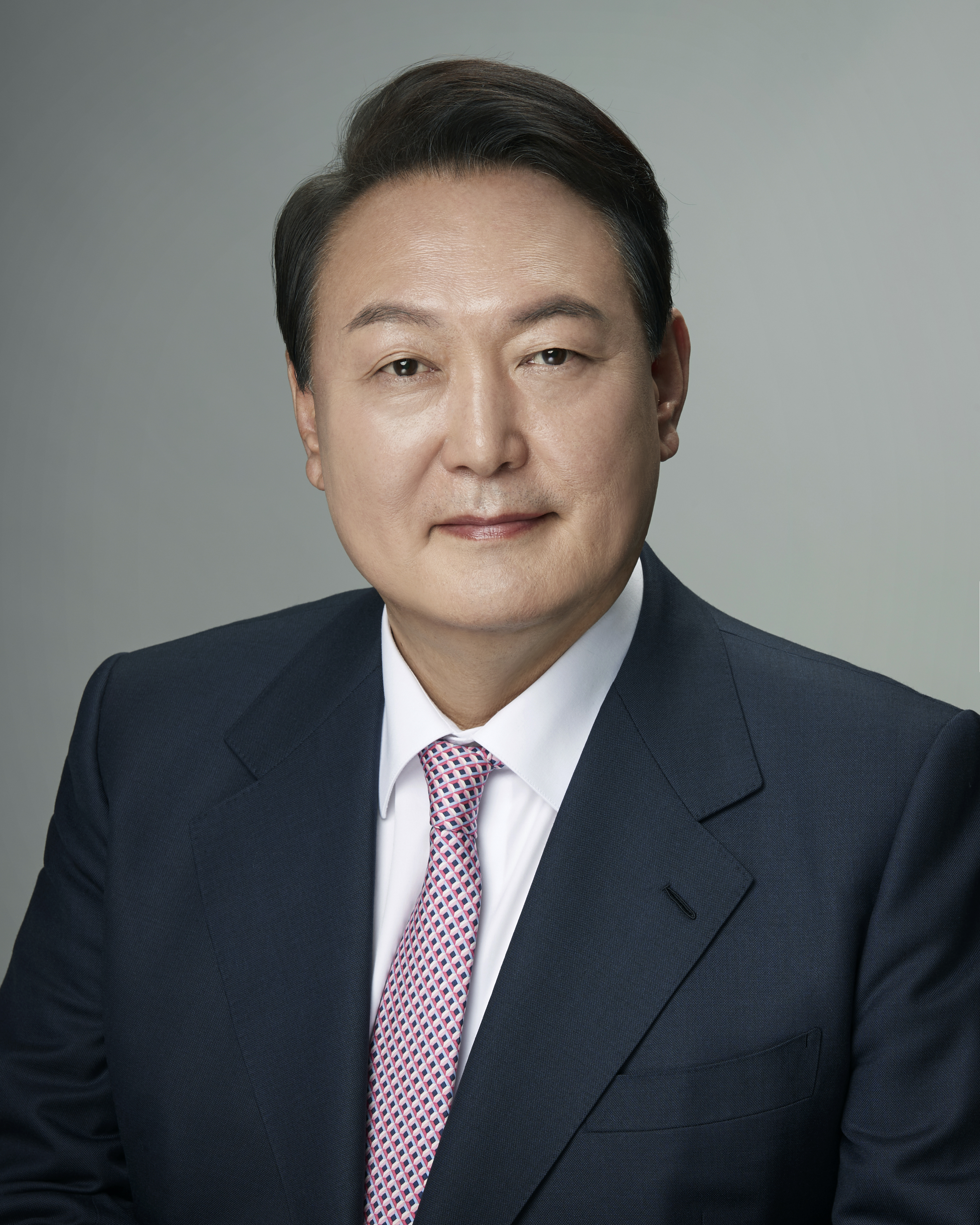
윤석열 대통령

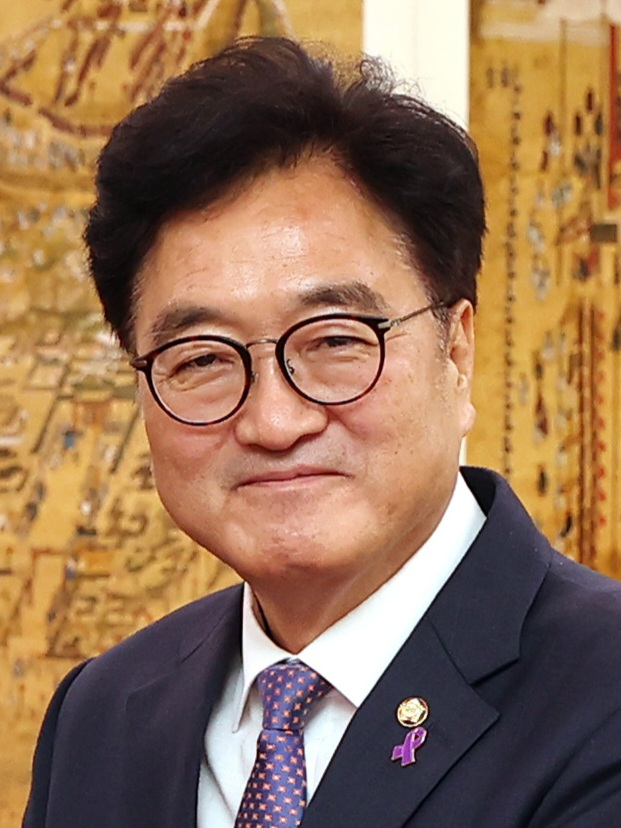
우원식 국회의장

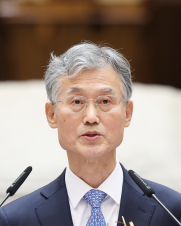
조희대 대법원장

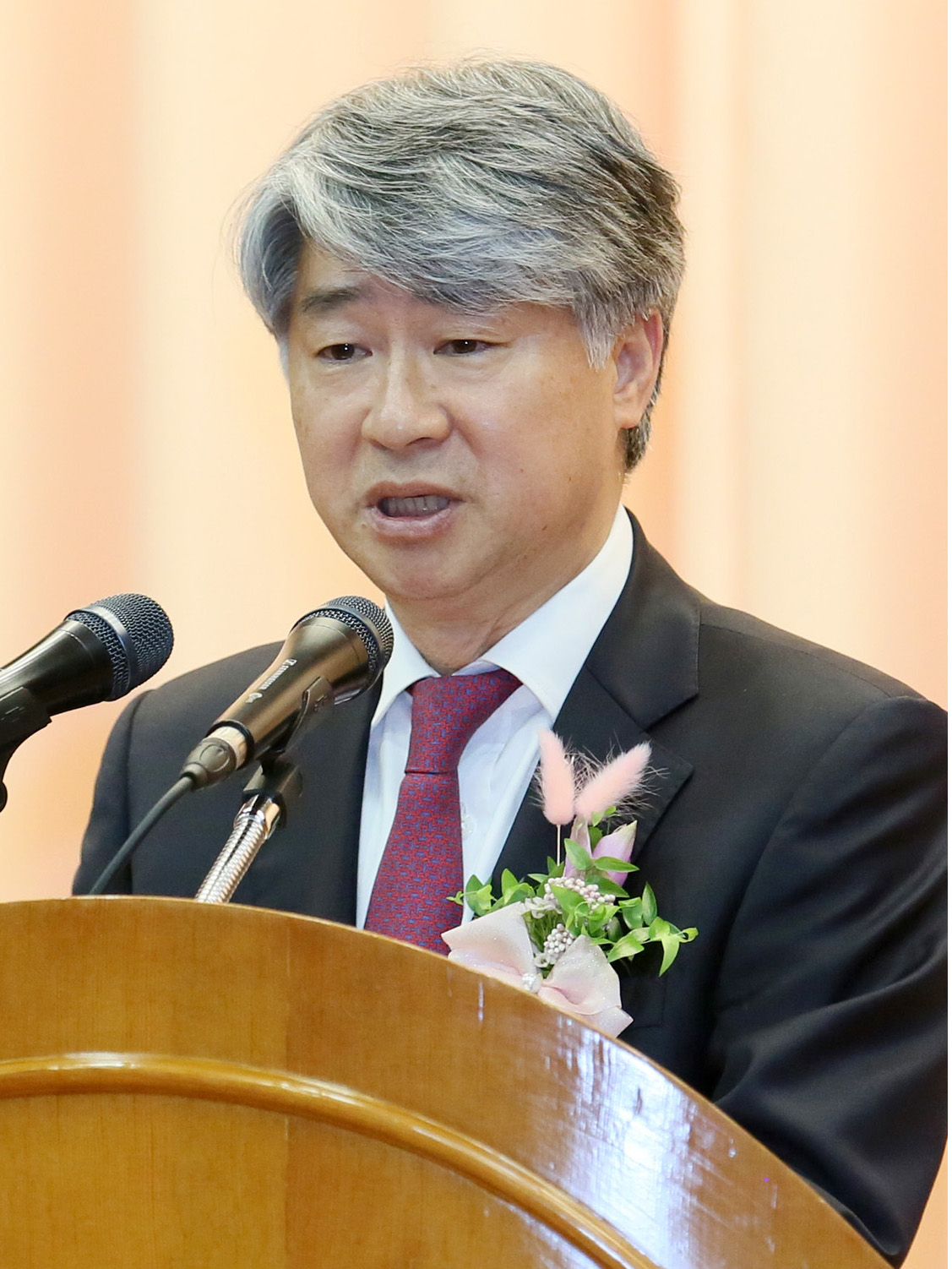
이종석 헌법재판소장

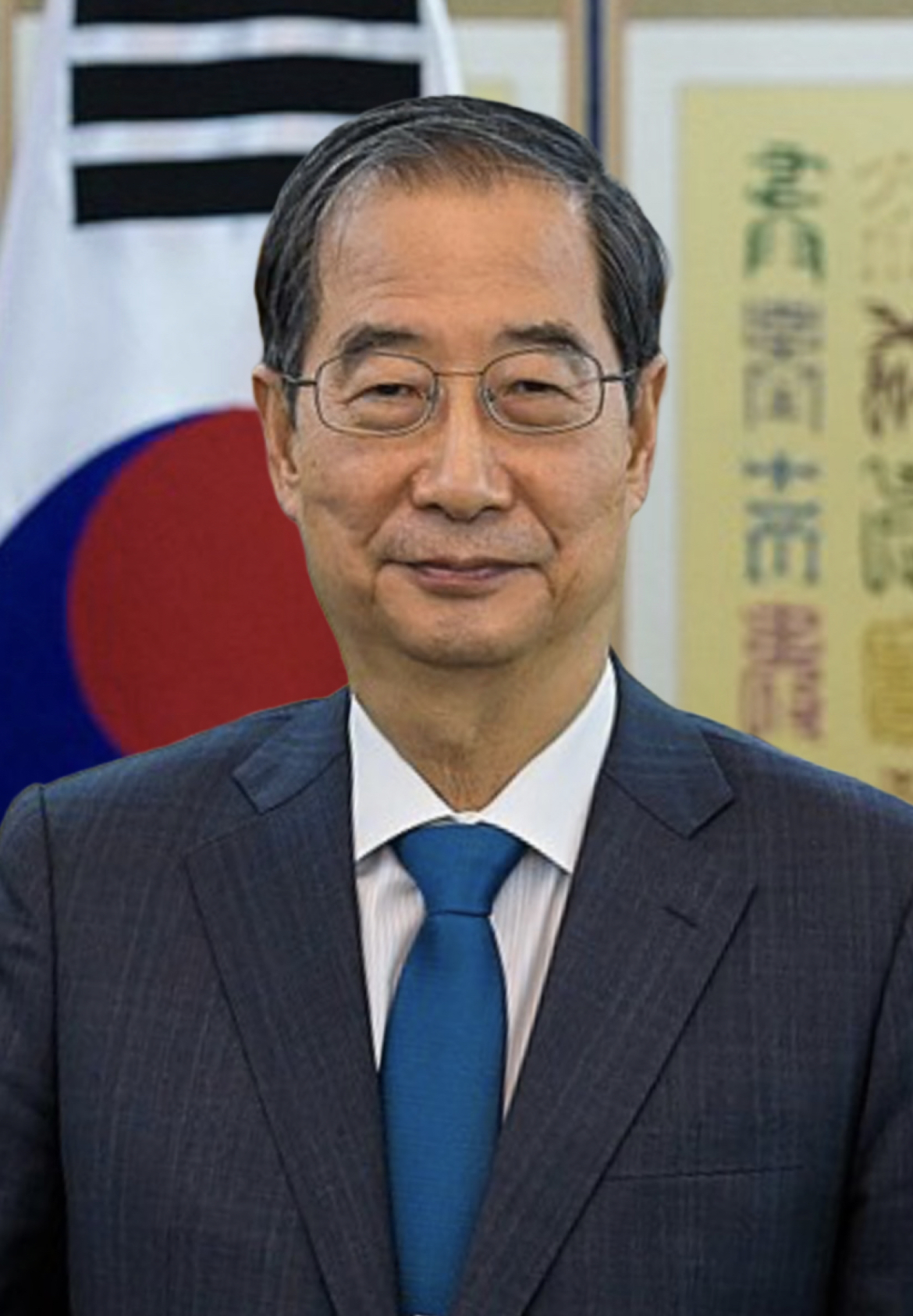
한덕수 국무총리

## 사건
- 1월 2일 : 이재명 피습 사건이 벌어졌다.
- 1월 19일 : 2024년 동계 청소년 올림픽이 개막해 2월 1일까지 치러졌다.
- 4월 10일 : 대한민국 제22대 국회의원 선거가 열렸다.
- 7월 1일 : 서울 시청역 교차로 차량 돌진 사고가 일어났다.
- 8월 22일 : 2024년 부천시 호텔 화재
- 12월 3일 :12.3 내란